# Bulbophyllum ceratostylis
Bulbophyllum ceratostylis là một loài phong lan thuộc chi Bulbophyllum.